# Amt Lieberose

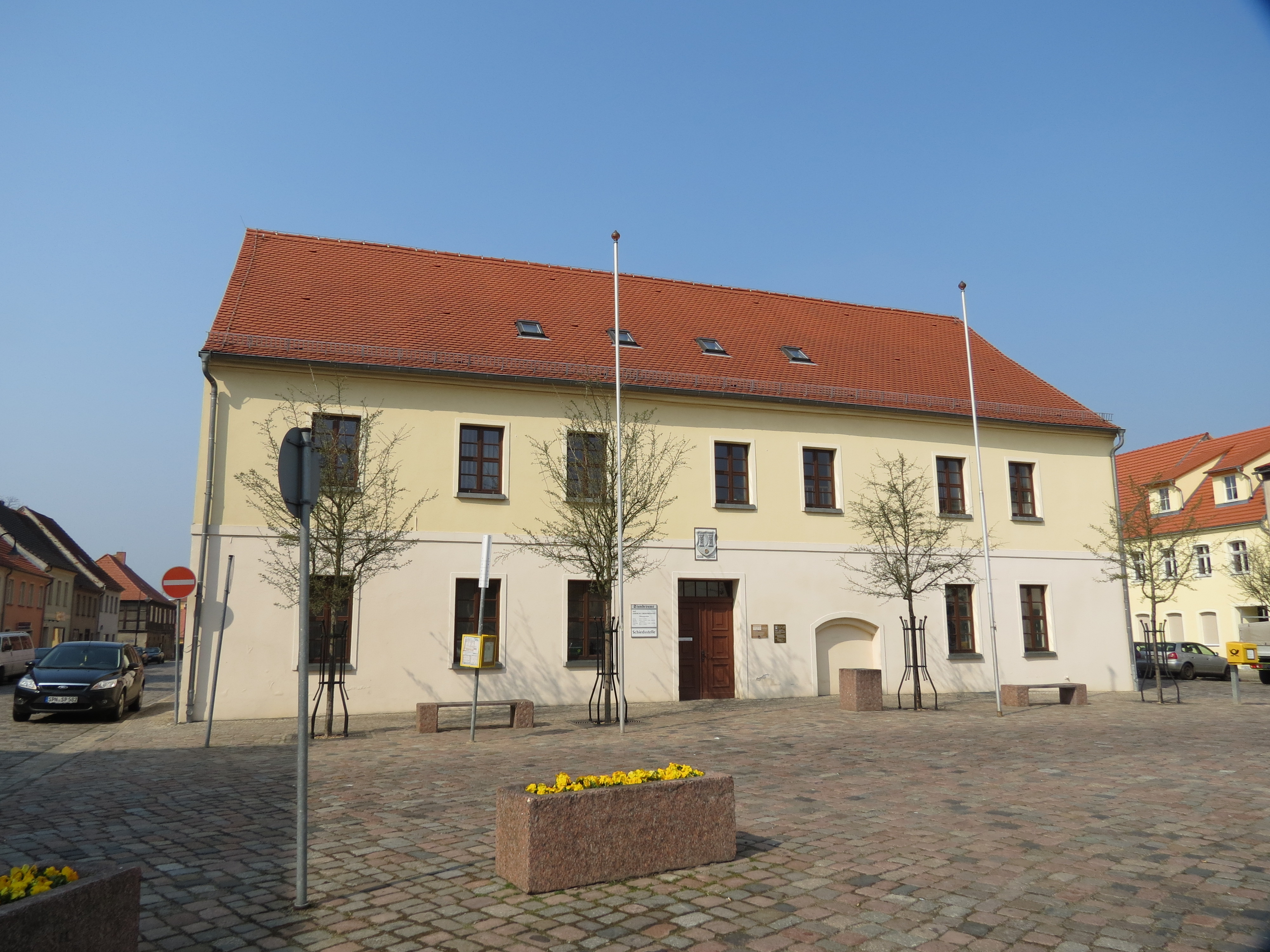
Lieberose, Markt 4, Amtsgebäude des früheren Amtes Lieberose, heute Amt Lieberose/Oberspreewald, Verwaltungsstelle Lieberose

Das Amt Lieberose war ein 1992 gebildetes Amt im Land Brandenburg, in dem sich zunächst 15 Gemeinden der damaligen Kreise Lübben und Beeskow (heute Landkreis Dahme-Spreewald, Brandenburg) zu einem Verwaltungsverbund zusammengeschlossen hatten. Sitz der Amtsverwaltung war in der Stadt Lieberose. Das Amt Lieberose wurde 2003 mit dem Amt Oberspreewald zum Amt Lieberose/Oberspreewald fusioniert. Es hatte zuletzt noch drei Gemeinden.

## Geographische Lage
Das Amt Lieberose grenzte im Norden an die Ämter Tauche und Friedland (Landkreis Oder-Spree), im Osten und Südosten an das Amt Schenkendöbern, im Süden an die Ämter Peitz und Burg (Spreewald) und im Westen an das Amt Oberspreewald.

## Geschichte
Der Minister des Innern des Landes Brandenburg erteilte am 26. August 1992 seine Zustimmung zur Bildung des Amtes Lieberose. Als Zeitpunkt für das Zustandekommen des Amtes wurde der 30. August 1992 bestimmt. Die Zustimmung war zunächst befristet bis zum 30. August 1994. Sitz des Amtes war in der Stadt Lieberose. Zum Zeitpunkt des Zustandekommens des Amtes waren folgende Gemeinden in den damaligen Kreisen Beeskow und Lübben zugeordnet:
1. Lieberose
2. Blasdorf
3. Doberburg
4. Goschen
5. Jamlitz
6. Leeskow
7. Speichrow
8. Trebitz
9. Ullersdorf
10. Goyatz-Guhlen
11. Jessern
12. Lamsfeld-Groß Liebitz
13. Mochow
14. Ressen-Zaue
15. Siegadel

Die Befristung wurde ab dem 12. Juli 1994 aufgehoben. Zum 1. Januar 1995 wurde die Gemeinde Goschen in die Stadt Lieberose eingegliedert. Am 1. Juni 1997 wurde Trebitz in die Stadt Lieberose eingegliedert. Ebenfalls zum 1. Juni 1997 schlossen sich die Gemeinden Goyatz-Guhlen und Siegadel zur neuen Gemeinde Goyatz zusammen. Zum 29. Dezember 1997 wurde Blasdorf in die Stadt Lieberose eingegliedert.
Die Gemeinde Doberburg wurde zum 26. Oktober 2003 in die Stadt Lieberose, und die Gemeinden Ullersdorf und Leeskow in die Gemeinde Jamlitz eingegliedert. Die Gemeinden Goyatz, Lamsfeld-Groß Liebitz, Jessern, Mochow, Ressen-Zaue und Speichrow wurden zur neuen Gemeinde Schwielochsee zusammengeschlossen. Gleichzeitig wurde das Amt Lieberose mit dem Amt Oberspreewald fusioniert und die Gemeinden dem neuen Amt Lieberose/Oberspreewald zugeordnet.

## Belege
1. ↑  Bildung der Ämter Lieberose, Wahrenbrück, Britz-Chorin, Barnim-Nord, Falkenberg-Höhe, Wusterwitz und Heideblick. Bekanntmachung des Ministers des Innern vom 19. August 1992. Amtsblatt für Brandenburg – Gemeinsames Ministerialblatt für das Land Brandenburg, 3. Jahrgang, Nummer 69, 16. September 1992, S. 1278–80.
2. ↑  Aufhebung der Befristung von Ämtern. Bekanntmachung des Ministers des Innern vom 20. September 1994. Amtsblatt für Brandenburg – Gemeinsames Ministerialblatt für das Land Brandenburg, 5. Jahrgang, Nummer 71, 7. Oktober 1994, S. 1446.
3. ↑  Eingliederung der Gemeinde Goschen in die Stadt Lieberose. Bekanntmachung des Ministers des Innern vom 13. Januar 1995. Amtsblatt für Brandenburg – Gemeinsames Ministerialblatt für das Land Brandenburg, 6. Jahrgang, Nummer 9, 31. Januar 1995, S. 54.
4. ↑  Eingliederung der Gemeinde Trebitz in die Stadt Lieberose. Bekanntmachung des Ministers des Innern vom 20. Oktober 1997. Amtsblatt für Brandenburg Gemeinsames Ministerialblatt für das Land Brandenburg, 8. Jahrgang, Nummer 45, 14. November 1997, S. 926.
5. ↑  Zusammenschluss der Gemeinden Goyatz-Guhlen und Siegadel (Amt Lieberose) Bekanntmachung des Ministers des Innern vom 30. Mai 1997. Amtsblatt für Brandenburg – Gemeinsames Ministerialblatt für das Land Brandenburg, 8. Jahrgang, Nummer 34, 28. August 1997, S. 704.
6. ↑  Eingliederung der Gemeinde Blasdorf in die Stadt Lieberose. Bekanntmachung des Ministeriums des Innern vom 15. Dezember 1997. Amtsblatt für Brandenburg – Gemeinsames Ministerialblatt für das Land Brandenburg, 9. Jahrgang, Nummer 1, 14. Januar 1998, S. 2.
7. ↑  Sechstes Gesetz zur landesweiten Gemeindegebietsreform betreffend die Landkreise Dahme-Spreewald, Elbe-Elster, Oberspreewald-Lausitz, Oder-Spree und Spree-Neiße (6. GemGebRefGBbg) vom 24. März 2003, Gesetz- und Verordnungsblatt für das Land Brandenburg, I (Gesetze), 2003, Nr. 05, S. 93.